# Schermata rossa di errore

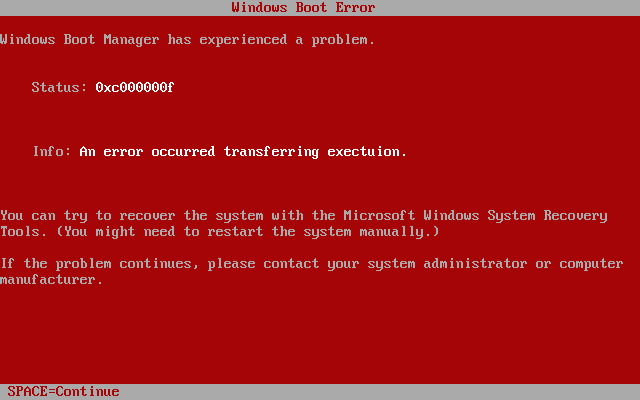
RSoD in Windows Vista build 5048

La schermata rossa di errore (in inglese Red Screen of Death, abbreviato in RSoD, Red Screen o semplicemente in Italiano schermata rossa della morte) è una schermata di avviso di errore informatico critico, presente in diversi sistemi operativi, fra cui alcune versioni beta del sistema operativo Windows Vista nel caso di errori durante il boot.
La schermata rossa si riferisce ad alcuni errori irrisolvibili nelle versioni più recenti del client Lotus Notes. Questi errori non sono a pieno schermo, ma sono piccole finestrelle rettangolari rosse con il bordo nero. La schermata rossa usa una modalità testo 80×25, con una risoluzione su schermo di 640×400 e un tipo di carattere simile a Fixedsys.

## Schermate rosse nelle Playstation

### PlayStation
Nella PlayStation dopo la schermata di avvio iniziale può apparire una RSoD con scritto: "Inserire un disco per PlayStation", ciò può essere dovuto all'inserimento di un disco non originale (su console non modificate), di un disco errato, quindi incompatibile (per esempio un disco per un altro tipo di console, come Xbox, GameCube, Wii) o di un disco non funzionante o graffiato, oppure può essere dovuto a dei problemi riguardo al laser della console.

### PlayStation 2
La schermata rossa nella PlayStation 2 può apparire per gli stessi motivi della PlayStation, ma appare con una grafica diversa: lo sfondo è nero e vi sono tre cubi rossi che fluttuano attorno a una nuvola rossa, con dei suoni che ricordano un vento ululante, e in sovrimpressione appare scritto: "Inserire un disco per PlayStation o PlayStation 2".
Prima della schermata rossa, a volte ci si può accorgere che il caricamento iniziale della console è molto lento, oppure che non vengono emessi i classici rumori di avviamento della console, e ciò porta al RSoD.

### PlayStation Portable

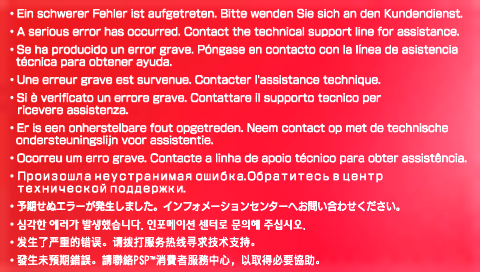
Schermata della console PSP

Nella PlayStation Portable la schermata rossa appare in seguito al danneggiamento della directory di sistema "flash0:/". In sovraimpressione appare scritto, in diverse lingue (tra cui l'italiano), il messaggio: "Si è verificato un errore grave. Contattare il supporto tecnico per ricevere assistenza.". Questo errore è molto grave, ma si può comunque risolvere in diversi modi.

## Schermate rosse in Atari

### Atari 2600
Nell'Atari 2600, quando viene inserita una cartuccia in modo scorretto o la console è danneggiata, appare una schermata interamente rossa senza alcuna scritta.

### Atari Jaguar
Nell'Atari Jaguar, per le stesse ragioni dell'Atari 2600, l'avvio del sistema viene bloccato e appare una schermata rossa che mostra solo il logo "Jaguar".